# Филлипс, Джейн Энн
Джейн Энн Филлипс (род. 19 июля 1952, Бакханнон, Западная Виргиния) — американская писательница, лауреат Пулитцеровской премии. С 2005 по 2020 год преподавала английский язык в университете Ратгерс-Ньюарк.

## Биография
Филлипс окончила Университет Западной Виргинии, получив степень бакалавра в 1974 году, позднее получила степень магистра искусств в области художественной литературы в Мастерской писателей Айовы при Университете Айовы. Работала преподавателем в нескольких колледжах и университетах, включая Гарвардский университет, Уильямс колледж, Университет Брандейса и Бостонский университет.
В середине 1970-х годов Филлипс уехала из Западной Виргинии в Калифорнию, отправившись в путешествие по стране, которое привело к многочисленным работам, опыту и встречам, оказавшим большое влияние на её художественную литературу, в которой основное внимание уделяется одиноким, потерянным душам и борющимся за выживание людям.
В 1976 году издательство Truck Press опубликовало её первый сборник рассказов Sweethearts, за который Филлипс получила премию Pushcart Prize и премию Координационного совета литературных журналов Fels Award.
Следующий сборник, Black Tickets, опубликованный в 1979 году, привлёк к ней всеобщее внимание как к талантливой писательнице. Истории посвящены одиночеству, отчужденности и безуспешным поискам счастья её героями. Книга упоминается в лекциях профессора Майкла Д. К. Дроута из серии «Отсюда до бесконечности», прочитанных в 2006 году, который называет ее стиль — который, по его словам, оказал непосредственное влияние на киберпанк-роман Уильяма Гибсона «Нейромант» 1984 года — «стремительным наплывом историй и описаний». Названная Тилли Олсен «безошибочной работой раннего гения», книга получила высокую оценку Раймонда Карвера: «Эти истории о бесправных жителях Америки — мужчинах и женщинах, находящихся на расстоянии светового года от американской мечты, — совершенно не похожи ни на одну из существующих в нашей литературе… эта книга — кривая красота».
В 1984 году Филлипс опубликовала свой первый роман «Машинные сны», «замечательный дебют и непреходящее литературное достижение», по мнению New York Times. «Машинные сны» — это хроника семьи Хэмпсонов от Второй мировой войны до войны во Вьетнаме. Роман стал финалистом премии National Book Critics Circle Award в области художественной литературы, книга вошла в число 12 лучших книг года по версии New York Times. Она вошла в несколько списков бестселлеров и была предложена для экранизации актером Джессикой Ланж, которая написала сценарий. Лауреат Нобелевской премии Надин Гордимер пишет, что «Машинные сны» «достигают самых глубоких эмоций». Никакое количество прочитанных книг или просмотренных фильмов не способно омертвить человека перед интимным актом искусства, с помощью которого эта замечательная молодая писательница проникла в окончательный опыт своего поколения".
В 1994 году Филлипс опубликовала свой второй роман «Убежище», повествующий о потере невинности в лагере для девочек в Западной Вирджинии летом 1963 года. Названный «богатым, ярким романом моральной и психологической сложности, которому суждено встать в один ряд с произведениями Фолкнера и других мастеров Юга» (Vanity Fair) и «вызывающим, пугающе красивым романом, столь же тревожным, как и его обстановка, „Убежище“ кажется заявкой Филлипс на бессмертие» (Harper’s Bazaar), роман был удостоен премии Американской академии искусств и литературы в области литературы.
Следующим романом Филлипса стала книга MotherKind (2000), получившая Массачусетскую книжную премию, — история о любви поколений и борьбе в семье, переживающей множество перемен. Роман называют одним из лучших романов о матерях и младенцах, а также о связи матери и дочери.
Четвёртый роман Филлипс «Жаворонок и термит» был опубликован издательством Knopf в 2009 году, получил положительные отзывы и был выбран одним из пяти финалистов Национальной книжной премии в области художественной литературы. «Жаворонок и термит» также стал финалистом премии Национального кружка книжных критиков в области художественной литературы.
Пятый роман Филлипс «Тихая заводь», основанный на реальной истории убийства в 1931 году чикагской вдовы Асты Айхер и её троих детей в деревушке Тихая Заводь, Западная Вирджиния, — это вымышленное изображение одного из первых в стране серийных убийств, ставших сенсацией. Главными героями романа становятся девятилетняя Аннабел Айхер (жертва мошенника Гарри Пауэрса, находившего своих жертв через брачные агентства эпохи депрессии) и Эмили Торнхилл, журналистка газеты Chicago Tribune, которая берёт на себя обязательство найти справедливость для Айхеров. Книга была названа «великолепной и непоправимо печальной историей» в Chicago Tribune, а также признана лучшей книгой года по версии Kirkus Review Fiction Pick of the Year и Wall Street Journal: «Как доказывает Филлипс на протяжении десятилетий своей беллетристической деятельности, в мире есть зло, но есть и те, кто встанет на его пути». Книга «Тихий Делл» получила высокую оценку от Philadelphia Review of Books: «Именно фактура рассказа возносит это повествование из разряда подлинных преступлений в область литературного мастерства».
Произведения Филлипс были переведены и опубликованы на двенадцати иностранных языках.

## Награды
Она является лауреатом стипендии Гуггенхайма, двух стипендий Национального фонда искусств, стипендии Бантинга Института Бантинга при Рэдклифф-колледже, стипендии Белладжио Фонда Рокфеллера и множества других наград. В 2024 году стала лауреатом Пулитцеровской премии за художественную книгу за роман «Ночной дозор».

## Избранные произведения

### Романы
- Machine Dreams (1984)[8]
- Shelter (1994)[8]
- MotherKind (2000)[8]
- Lark and Termite (2008)[9]
- Quiet Dell (2013)[10]
- Night Watch (2023)[11]